# Haplidia iranica
Haplidia iranica är en skalbaggsart som beskrevs av Rudolph Petrovitz 1970. Haplidia iranica ingår i släktet Haplidia och familjen Melolonthidae. Inga underarter finns listade i Catalogue of Life.